# Lijst van dialecten van de wereld - G
Deze lijst van dialecten is zeker niet compleet en de aanduiding 'dialect' zal voor diverse van de genoemde variëteiten zeker omstreden zijn. De lijst bevat in principe alleen variëteiten die nauwelijks standaardisatie hebben ondergaan. Ze zijn geordend onder een kop die ofwel redelijk adequaat de genoemde subvariëteiten omvat, ofwel de naam is van de standaardtaal die door de dialectsprekers als lingua franca wordt gehanteerd.
Zie voor achtergronden over de schakeringen van de taal-dialectrelatie de lemma's variëteit (taalkunde), taal, dialect, streektaal, standaardtaal, dialectcontinuüm, taalfamilie.

## Ga'Anda
Gabin - Ga'Anda

## Gabri
Darbé - Dormon

## Gagaoezisch
Bulgaars Gagaoezisch - Maritiem Gagaoezisch

## Galeya
Basima - Gameta - Garea - Sebutuia - Urua - Wadalei

## Galoli
Baba - Dadua - Edi - Galoli - Hahak - Na Nahek - Telur

## Gamo-Gofa-Dawro
Gamo - Gofa - Dawro

## Garawa
Wanji

## Garreh-Ajuraans
Ajuraans - Garreh

## Gata'
Heuvel-Geta' - Plattelands-Geta'

## Gayo
Bobasaans - Dorot - Serbodjadi - Tampur

## Gawwada
Dihina - Gergere - Gobeze - Gollango - Gorose - Harso

## Gebe
Umera

## Geji
Bolu - Geji - Zaranda

## Geruma
Duurum - Sum

## Geser-Gorom
Goram Laut - Kelimuri - Mina Mina Gorong

## Ghadamès
Ayt Waziten - Elt Ulid

## Ghari
Gae - Geri - Ghari - Ndi - Nginia - Tandai-Nggaria

## Gidar
Lam

## Glavda
Bokwa - Glavda - Ngoshie

## Gorontalo
Gorontalo - Oost-Gorontalo - Tilamuta - West-Gorontalo

## Grieks
Dimotiki - Katharevousa - Saracatsaans

## Groenlands Inuktitut
Oost-Groenlands - Polair Eskimo - West-Groenlands

## Gronings
Hogelandsters - Kollumerpompsters - Noordvelds - Oldambtsters - Stadsgronings - Veenkoloniaals - Westerkwartiers - Westerwolds

## Gudu
Kumbi

## Guduf-Gava
Cikide - Gava - Guduf

## Gumatj
Mangalili

## Gunwinggu
Gumadir - Gundjeipme - Gunei - Muralidbaans - Naiali

## Gupapuyngu
Gupapuyngu - Madarrpa - Manggalili - Munyuku - Walangu - Wubulkarra

## Gurinji
Malngin - Wanyjirra

## Guruntum-Mbaaru
Dooka - Gar - Gayar - Karakara - Kuuku - Mbaaru

## Guyaans Creools
Afro-Guyaans Creools - Indo-Guyaans Creools - Rupununi

## Gwandara
Gwandara Gitata - Gwandara Karashi - Gwandara Koro - Nimbia - Oostelijk Gwandara - Zuidelijk Gwandara
A · B · C · D · E · F · G · H · I · J · K · L · M · N · O · P · Q · R · S · T · U · V · W · Y · Z